# 1567

## Události
- leden – španělské síly pod velením kapitána Juana Parda založily Fort San Juan u indiánského sídliště Joara. Pevnost byla prvním evropským osídlením dnešní Severní Karolíny
- 23. ledna – po pětačtyřicetileté vládě umřel v Zakázaném městě čínský císař Ťia-ťing
- 4. února – čínský císař Lung-čching nastoupil na trůn dynastie Ming
- 10. února – Jindřich Stuart, Lord Darnley, manžel Marie Stuartovny byl zavražděn v Proboštském domě v Edinburghu.
- 13. března – osmdesátiletá válka: vítězství španělských sil nad holandskými povstalci v bitvě u Oosterweel.
- 15. května – skotská královna Marie Stuartovna si vzala Jakuba Hepburna, 4. earla z Bothwellu.
- 15. června – Marie Stuartovna byla poražena u Carberry Hill skotskými šlechtici a uvězněna v hradu Lochleven Castle.
- 20. července – rusko-litevská válka: vítězství litevských vojsk pod velením vojvody bracławského knížete Romana Sanguszki v bitvě pod Czaśnikami.
- 24. července – Marie Stuartovna byla přinucena se vzdát skotského trůnu ve prospěch svého jednoletého syna Jakuba VI.
- 25. července – Diegem de Losadou bylo založeno město Santiago de León de Caracas ve Venezuele.
- 29. července – Jakub VI. byl korunován ve Stirlingu.
- 9. září – během slavnostní večeře, nechal Vévoda z Alby uvěznit hraběte Egmonta a hraběte Horna za zradu krále.
- 29. září – začíná další kolo hugenotských válek, Louis de Condé a Gaspard de Coligny neuspěli při pokusu zajmout krále Karla IX. a jeho matku v Meaux, huguenoti obsadili několik měst (včetně Orleansu) a táhli na Paříž
- 10. listopadu – bitva u Saint Denis, přesile katolických roajalistů (16 000 vojáků včetně pařížské domobrany) dlouho odolával malý profesionální huguenotský kontingent (3 500 mužů), katolický vojevůdce Anne de Montmorency (velitel královského vojska) smrtelně raněn
- proběhl 2. limský koncil

### Neznámého data
- Sekularizace Livonska.
- Vévoda z Alby přijechal do Nizozemí v čele španělských sil určených k potlačení zdejších nepokojů. Nahradil Markétu Parmskou na pozici nizozemského místodržícího. Vévoda Vilém Oranžský se stal psancem a uprchl a hrabě Lamoraal Egmont a geldernský guvernér hrabě Hoorn, uvězněni.
- Král Frederik II. založil přístav a město Fredrikstad v jihovýchodním Norsku.
- Ješiva v Lublině obdržela privileje přímo od krále.
- Byla založena škola Rugby School, jedna z nejstarších public schools v Anglii.
- Velšská bible: Nový Zákon byl poprvé vydán ve velšském jazyce.
- Although sparse maritime trade existed since its founding, vládní aparát dynastie Ming v Číně oficiálně odvolal chaj ťin zákaz námořního obchodu, čímž opět zinstitucionalizoval zahraniční obchod se všemi zeměmi až na reinstating foreign trade with all countries except Japonsko.

### Probíhající události
- 1558–1583 – Livonská válka
- 1562–1598 – Hugenotské války
- 1563–1570 – Severská sedmiletá válka

## Věda a umění
- Jan Blahoslav vydal spis Filipika proti misomusům
- Terezie od Ježíše vydala spis Cesta k dokonalosti

## Narození
Česko
- 24. února – Jindřich Matyáš Thurn, česko-německý šlechtic, jeden z vůdců českého stavovského povstání († 26. ledna 1640)
- ? – Vilém starší Popel z Lobkowicz, šlechtic († 1626)

Svět
- 25. ledna – Markéta Habsburská, dcera císaře Maxmiliána II. († 5. července 1633)
- 28. ledna – Walter Gulton, anglický básník († 1592)
- 11. února – Honoré d’Urfé, francouzský písař († 1625)
- 12. února – Thomas Campion, anglický básník a skladatel († 29. listopadu 1620)
- 15. května – Claudio Monteverdi, italský skladatel († 1643)
- 21. srpna – Svatý František Saleský, ženevský biskup († 28. prosince 1622)
- 2. září – Juraj VII. Turzo, hlavní župan Oravy († 24. prosince 1616)
- 5. září – Masamune Date, japonský daimjó († 27. června 1636)
- 10. října – Kateřina Michaela Španělská, dcera španělského krále Filipa II. († 6. listopadu 1597)
- Listopad – Thomas Nashe, anglický básník († 1600)
- 1. listopadu – Diego Sarmiento de Acuña, hrabě z Gondomaru, španělský diplomat († 1626)
- 14. listopadu – Mořic Oranžský, nizozemský politik († 23. dubna 1625)
- 21. listopadu – Anne de Xainctonge, French saint (d. 1621)
- 15. prosince – Christoph Demantius, německý hudební skladatel, spisovatel a básník († 20. dubna 1643)
- neznámého data:
  - Valens Acidalius, německý kritik a básník († 1595)
  - William Alabaster, anglický básník († 1640)
  - Pierre Biard, francouzský koloniální osadník a jezuitský misionář († 1622)
  - Adriaen Block, holandský obchodník s kožešinami a mořeplavec († 1624)
  - Samuel de Champlain, francouzský průzkumník a kolonizátor († 1635)
  - Jacques Clément, francouzský atentátník, vrah krále Jindřicha III. z Valois (d. 1589)
  - Edward Sutton, 5. baron z Dudley († 1643)
  - Jan Szczęsny Herburt, politický spisovatel († 1616)
  - Harunobu Arima , japonský křesťanský daimjó († 5. června 1612)
  - Thomas Lake, první ministr krále Jakuba I. († 1630)
  - John Parkinson, anglický specialista na léčivé byliny (herbalista) a botanik († 1650)
  - Willem Schouten, holandský mořeplavec († 1625)
  - Torii Tadamasa, japonský šlechtic († 1628)
  - Akizuki Tanenaga, japonský samuraj a voják († 1614)
  - Yodo-Dono, japonská konkubína Toyotomi Hideyoshi
  - Sanada Yukimura, japonský válečník

## Úmrtí
- 17. ledna – Sampieru Corsu, korsický velitel žoldnéřů (* 1498)
- 23. ledna – čínský císař Ťia-ťing (* 1507)
- 26. ledna – Nicholas Wotton, anglický diplomat
- 10. února – Jindřich Stuart, Lord Darnley, manžel Marie, královny Skotů (* 1545)
- 20. února – Estácio de Sá, portugalský důstojník, zakladatel Ria de Janeira (* 1520)
- 31. března – Filip I. Hesenský (* 1504)
- 1. dubna – Jan Krzysztof Tarnowski, polský šlechtic (* 1537)
- 18. dubna – Wilhelm von Grumbach, německý dobrodruh (* 1503)
- 19. dubna – Michael Stifel, německý matematik (* 1487)
- 31. května – Guy de Bray, nizozemský protestantský teolog (* 1522)
- 2. června – Shane O'Neill, irský náčelník (* 1530)
- 12. června – Richard Rich, lord kancléř Anglie (* 1490)
- 1. října – Pietro Carnesecchi, italský humanista (* 1508)
- 4. listopadu – Giorolamo Priuli, dóže benátský (* 1486)
- 12. listopadu – Anne de Montmorency, konetábl Francie, francouzský katolický vojevůdce, politik a vojevůdce (* 15. března 1493)
- 13. listopadu – Pedro de la Gasca, španělský kněz, diplomat a místokrál Peru (* 1485)
- neznámého data:
  - Thomas Beccon, anglický protestantský reformátor (* 1511)
  - Marin Držić, chorvatský spisovatel (* 1508)
  - Petar Erdödy, chorvatský bán (* 1504)
  - Šágali, kasimovský chán v letech 1516–1519
  - Lawrence Sheriff, anglický gentleman a dodavatel potravin na dvůr Alžběty I. (* 1510)

## Hlavy států
- České království – Maxmilián II.
- Svatá říše římská – Maxmilián II.
- Papež – Pius V.
- Anglické království – Alžběta I.
- Francouzské království – Karel IX.
- Polské království – Zikmund II. August
- Uherské království – Maxmilián II.
- Portugalsko – Sebastián I.
- Španělsko – Filip II. Španělský
- Švédsko – Erik XIV. Švédský
- Rusko – Ivan IV.
- Osmanská říše – Selim II.
- Perská říše – Tahmásp I.